# 馬泰·拉杜尼奇
馬泰·拉杜尼奇（1996年2月5日—）為克羅埃西亞男子籃球運動員，場上位置為中鋒。
拉杜尼奇出生於克羅埃西亞普拉，十歲起在普拉1981接受籃球訓練，十八歲時與什克爾列沃簽下人生首份職業合約。2018年2月，拉杜尼奇離開什克爾列沃進入克雷莫納青春與力量。2018年8月，拉杜尼奇加入波哥曼內羅大學籃球。2019年9月，與拉杜尼奇San Giobbe Chiusi簽訂一年合約。2021年9月，拉杜尼奇與烏克蘭球隊尼古拉耶夫簽約，2022年2月，拉杜尼奇受戰事影響回到克羅埃西亞。2022年3月蒙特卡蒂尼蒼鷺宣布與拉杜尼奇簽約。2022-23賽季拉杜尼奇效力於開拉籃球學校。2023年8月，坎塔布里亞石碑宣布拉杜尼奇加盟事宜。2024年1月，拉杜尼奇重返蒙特卡蒂尼蒼鷺。2024年6月，蒙特卡蒂尼蒼鷺宣布拉杜尼奇新賽季不會繼續與球隊並肩作戰。2024年8月，台灣職業籃球大聯盟新竹御嵿攻城獅宣布簽下拉杜尼奇，中文登錄名為「力契」。2024年11月，新竹御嵿攻城獅宣布與拉杜尼奇達成離隊協議，羅馬維圖斯簽下拉杜尼奇。
2015年拉杜尼奇代表克羅埃西亞參加2015年歐洲U20籃球錦標賽。

## 外部連結
- 馬泰·拉杜尼奇在fiba.basketball（英语）
- 馬泰·拉杜尼奇在archive.fiba.com（archived）（英语）
- 馬泰·拉杜尼奇在fiba3x3.com（英语）
- 馬泰·拉杜尼奇在台灣職業籃球大聯盟
- 馬泰·拉杜尼奇在Eurobasket.com（球員）（英语）
- 馬泰·拉杜尼奇在RealGM（英语）
- 馬泰·拉杜尼奇在Proballers（英语）
- 馬泰·拉杜尼奇在Flashscore（英语）